# Планинска аноа
Планинска аноа (лат. Bubalus quarlesi) је ендемична индомалајска врста говеда (Bovidae). 

## Угроженост
Ова врста се сматра угроженом.

## Распрострањење
Ареал врсте је ограничен на једну државу, Индонезију, где једино насељава острво Сулавеси.

## Станиште
Станишта врсте су шуме и поља кукуруза. 